# Ménonval
Ménonval est une commune française située dans le département de la Seine-Maritime en région Normandie.

## Géographie
| Fesques            |          | Vatierville              |
| Lucy               | Ménonval |                          |
| Neufchâtel-en-Bray |          | Saint-Germain-sur-Eaulne |

### Hydrographie
La commune est située dans le bassin Seine-Normandie. Elle n'est drainée par aucun cours d'eau,.

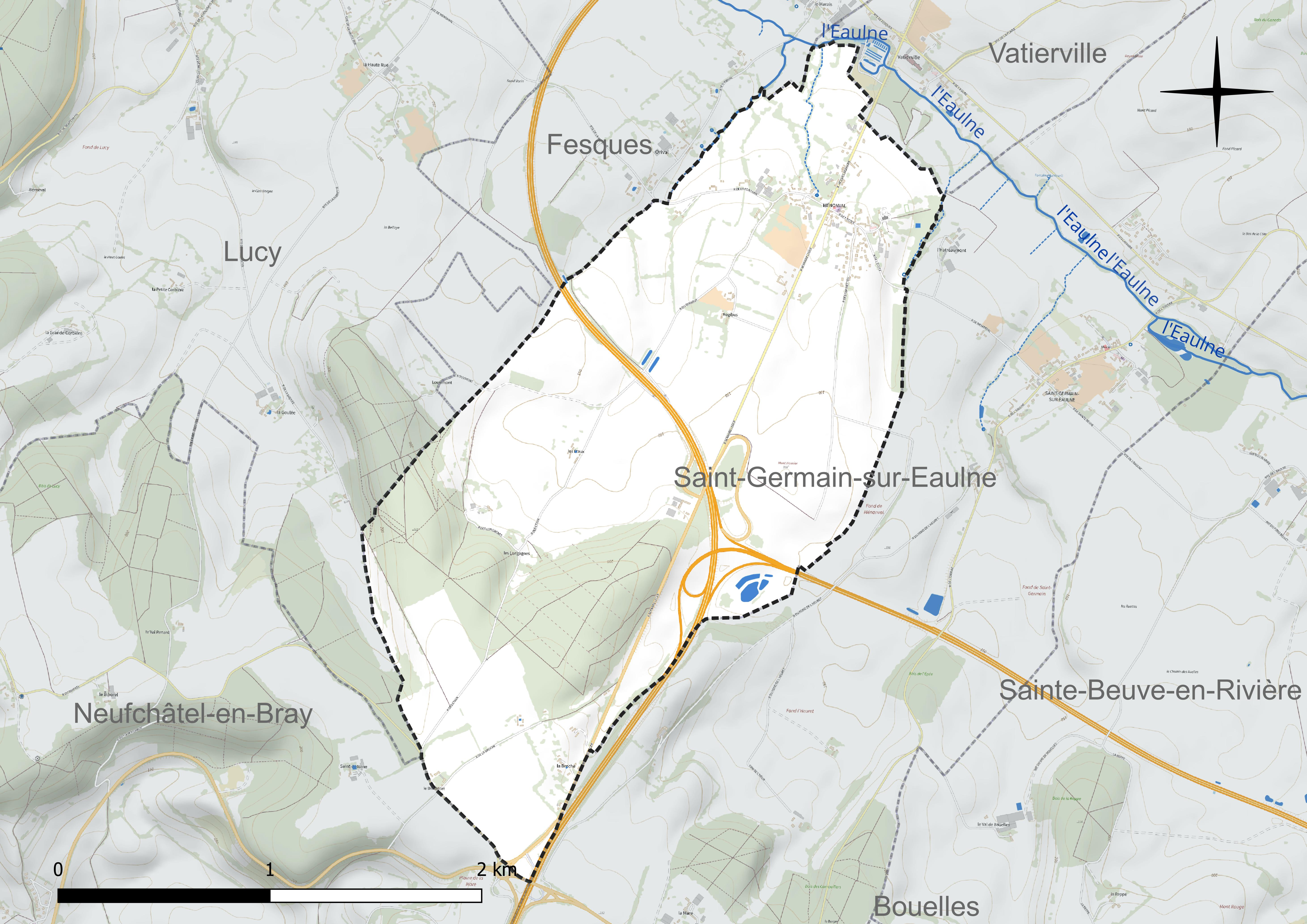
Réseau hydrographique de Ménonval.

### Climat
Pour des articles plus généraux, voir Climat de la Normandie et Climat de la Seine-Maritime.
En 2010, le climat de la commune est de type climat océanique altéré, selon une étude du CNRS s'appuyant sur une série de données couvrant la période 1971-2000. En 2020, Météo-France publie une typologie des climats de la France métropolitaine dans laquelle la commune est exposée à un climat océanique et est dans la région climatique Côtes de la Manche orientale, caractérisée par un faible ensoleillement (1 550 h/an) ; forte humidité de l’air (plus de 20 h/jour avec humidité relative > 80 % en hiver), vents forts fréquents. Parallèlement le GIEC normand, un groupe régional d’experts sur le climat, différencie quant à lui, dans une étude de 2020, trois grands types de climats pour la région Normandie, nuancés à une échelle plus fine par les facteurs géographiques locaux. La commune est, selon ce zonage, exposée à un « climat contrasté des collines », correspondant au Pays de Bray, bien arrosé et frais.
Pour la période 1971-2000, la température annuelle moyenne est de 10,2 °C, avec une amplitude thermique annuelle de 13,8 °C. Le cumul annuel moyen de précipitations est de 838 mm, avec 12,6 jours de précipitations en janvier et 8,6 jours en juillet. Pour la période 1991-2020, la température moyenne annuelle observée sur la station météorologique la plus proche, située sur la commune de Bouelles à 7 km à vol d'oiseau, est de 10,7 °C et le cumul annuel moyen de précipitations est de 838,4 mm,. Pour l'avenir, les paramètres climatiques de la commune estimés pour 2050 selon différents scénarios d’émission de gaz à effet de serre sont consultables sur un site dédié publié par Météo-France en novembre 2022.

## Urbanisme

### Typologie
Au 1er janvier 2024, Ménonval est catégorisée commune rurale à habitat dispersé, selon la nouvelle grille communale de densité à sept niveaux définie par l'Insee en 2022.
Elle est située hors unité urbaine. Par ailleurs la commune fait partie de l'aire d'attraction de Neufchâtel-en-Bray, dont elle est une commune de la couronne,. Cette aire, qui regroupe 15 communes, est catégorisée dans les aires de moins de 50 000 habitants,.

### Occupation des sols
L'occupation des sols de la commune, telle qu'elle ressort de la base de données européenne d’occupation biophysique des sols Corine Land Cover (CLC), est marquée par l'importance des territoires agricoles (79 % en 2018), une proportion identique à celle de 1990 (79 %). La répartition détaillée en 2018 est la suivante : 
terres arables (50,1 %), prairies (28,9 %), forêts (16,3 %), zones urbanisées (4,7 %). L'évolution de l’occupation des sols de la commune et de ses infrastructures peut être observée sur les différentes représentations cartographiques du territoire : la carte de Cassini (XVIIIe siècle), la carte d'état-major (1820-1866) et les cartes ou photos aériennes de l'IGN pour la période actuelle (1950 à aujourd'hui).

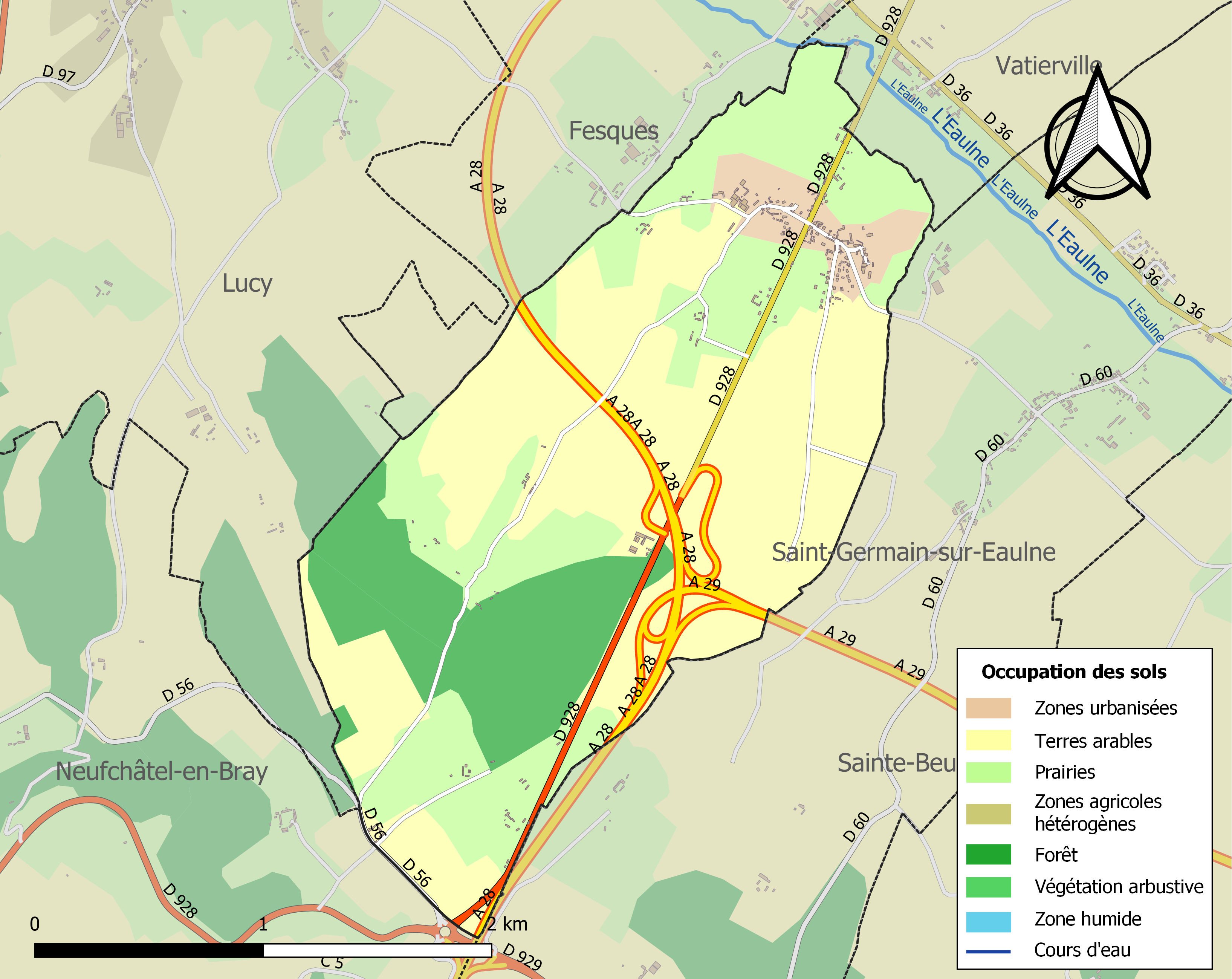
Carte des infrastructures et de l'occupation des sols de la commune en 2018 (CLC).

## Toponymie
Le nom de la localité est attesté sous les formes Ecclesie Sancti Nicholai de Mennouval en 1198; Beati Nicholai de Menoval et Sancti Nicholai de Menouvalle (sans date), fin du XIIe ou début du XIIIe siècle; « De feodo Marescalli unum feodum et dimidium militis ad Luci et ad Maneovallem » vers 1210;  Super foveas de Menoval (sans date); Menoval et Manovalen 1218; Sancti Nicholai de Mainouval en 1231; Ecclesia de Menovalle vers 1240; Parrochianus de Mainnouval et In parrochia de Meinnouval en 1243; de Menodivalle en 1245; In parrochia de Menouval en 1247; de Menovalle 1252; Ad Mainnouval en 1259; De feoda de Menouval (sans date); de Menouvalle (sans date); de Meinouval en 1283; Seigneurie de Mainoval en 1286; Eglise Saint Nicolas de Mainouval en 1305; Menouval entre 1337 et 1431 (Longnon); Menouval en 1460; Saint Nicolas de Menouval en 1526 et 1527; de Menouval ou Mesnouval entre 1645 et 1705; de Mesnouval en 1716; Saint Nicolas de Mennouval en 1541; Menouval entre 1648 et 1738; Menonval en 1704 (Pouillé); Menouval en 1715 (Frémont), en 1757 (Cassini); Menoval ou Menonval en 1788; Menonval  en 1875.

## Politique et administration
| Période                                  | Période                    | Identité                                   | Étiquette | Qualité                        |
| ---------------------------------------- | -------------------------- | ------------------------------------------ | --------- | ------------------------------ |
| Les données manquantes sont à compléter. |                            |                                            |           |                                |
| 1926                                     |                            | M. Breton                                  |           |                                |
| 1931                                     |                            | M. Acar                                    |           |                                |
| 1936                                     |                            | M. de la Croix-Vaubois                     |           |                                |
| 1956                                     |                            | M. Charles Joseph Noël Quignon (1896-1970) |           | Cultivateur                    |
| Les données manquantes sont à compléter. |                            |                                            |           |                                |
| mars 2001                                | 2014                       | Michel Delettre                            |           |                                |
| 2014                                     | En cours (au 10 août 2020) | Michel Dehédin                             |           | Réélu pour le mandat 2020-2026 |

## Démographie
L'évolution du nombre d'habitants est connue à travers les recensements de la population effectués dans la commune depuis 1793. Pour les communes de moins de 10 000 habitants, une enquête de recensement portant sur toute la population est réalisée tous les cinq ans, les populations de référence des années intermédiaires étant quant à elles estimées par interpolation ou extrapolation. Pour la commune, le premier recensement exhaustif entrant dans le cadre du nouveau dispositif a été réalisé en 2005.

En 2022, la commune comptait 236 habitants, en évolution de +10,28 % par rapport à 2016 (Seine-Maritime : +0,35 %, France hors Mayotte : +2,11 %).
| 1793 | 1800 | 1806 | 1821 | 1831 | 1836 | 1841 | 1846 | 1851 |
| ---- | ---- | ---- | ---- | ---- | ---- | ---- | ---- | ---- |
| 245  | 237  | 286  | 279  | 318  | 250  | 251  | 260  | 265  |

| 1856 | 1861 | 1866 | 1872 | 1876 | 1881 | 1886 | 1891 | 1896 |
| ---- | ---- | ---- | ---- | ---- | ---- | ---- | ---- | ---- |
| 252  | 250  | 255  | 238  | 221  | 245  | 256  | 235  | 211  |

| 1901 | 1906 | 1911 | 1921 | 1926 | 1931 | 1936 | 1946 | 1954 |
| ---- | ---- | ---- | ---- | ---- | ---- | ---- | ---- | ---- |
| 218  | 218  | 220  | 178  | 168  | 185  | 199  | 194  | 180  |

| 1962 | 1968 | 1975 | 1982 | 1990 | 1999 | 2005 | 2006 | 2010 |
| ---- | ---- | ---- | ---- | ---- | ---- | ---- | ---- | ---- |
| 162  | 193  | 164  | 159  | 173  | 174  | 175  | 185  | 192  |

| 2015 | 2020 | 2022 | - | - | - | - | - | - |
| ---- | ---- | ---- | - | - | - | - | - | - |
| 212  | 231  | 236  | - | - | - | - | - | - |

## Culture locale et patrimoine

### Lieux et monuments
Église Saint-Nicolas.